# Let Me Tickle Your Fancy
Let Me Tickle Your Fancy – album studyjny Jermaine'a Jacksona z 1982 roku. Ostatni wydany przez artystę w wytwórni Motown.

## Lista utworów
1. Let Me Tickle Your Fancy 3:50 (Jermaine Jackson, Marilyn McLeod, Pam Sawyer, Paul M. Jackson, Jr.)
2. Very Special Part 6:32 (Benny Medina, Cliff Liles, Kerry Ashby, William E. Bickelhaupt)
3. Uh, Uh, I Didn't Do It 4:29 (Denzil A. Miller, Jr., Jermaine Jackson, Monica F. Pége)
4. You Belong To Me 4:02 (Carlton A. Dinnall, Denzil A. Miller, Jr., Jermaine Jackson)
5. You Moved A Mountain 4:22 (Denzil A. Miller, Jr., Jermaine Jackson, Ron Miller)
6. Running 4:16 (Denzil A. Miller, Jr., Jermaine Jackson, Kathy Wakefield)
7. Messing Around 4:28 (Jermaine Jackson)
8. This Time 4:17 (Jermaine Jackson, John McClain, Kathy Wakefield)
9. There's A Better Way 4:12 (Jermaine Jackson)
10. I Like Your Style 5:01 (Elliot Willensky, Jermaine Jackson)

## Single
- Let Me Tickle Your Fancy - czerwiec 1982
- Very Special Part - wrzesień 1982